# House of Dun

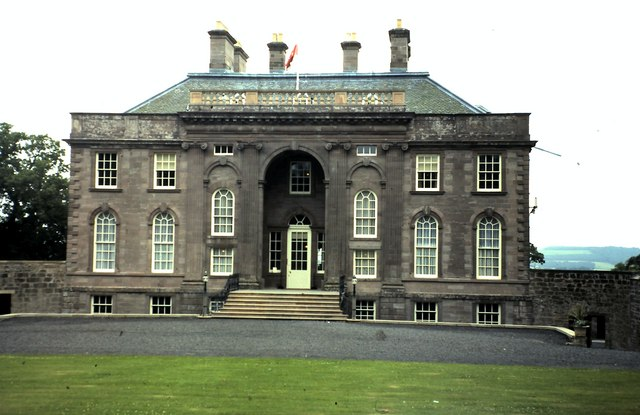
House of Duns

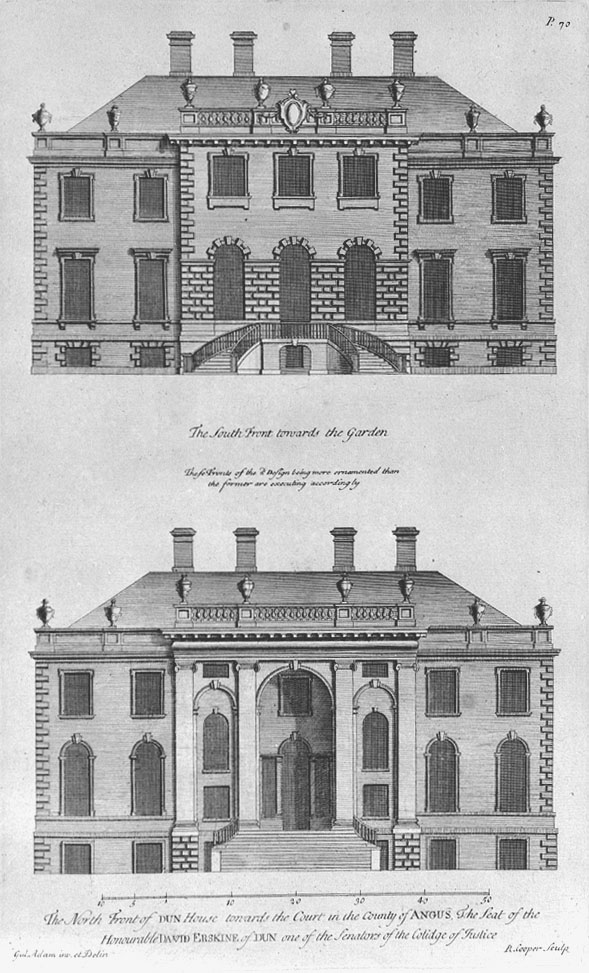
Die Südseite (oben) und die Nordseite (unten) des House of Dun, Illustration in William Adams Vitruvius Scoticus.

House of Dun befindet sich zwischen den Ortschaften Montrose und Brechin in Angus, Schottland und ist seit 1980 im Besitz des National Trust for Scotland
Das Dun Estate war von 1375 bis 1980 das Zuhause der Erskine-Familie (später Kennedy-Erskine). Das heutige Haus wurde vom Architekten William Adam entworfen und 1730 fertiggestellt. In einigen Räumen existieren aufwändige Wandverzierungen. Die Schriftstellerin und Poetin Violet Jacob war ein Mitglied der Familie Kennedy-Erskine und wurde in diesem Haus geboren.

## Geschichte
Archäologische Ausgrabungen haben erwiesen, dass das benachbarte Gelände schon vor 9000 Jahren von Menschen besiedelt war.
2024 betrug die Besucherzahl etwa 54.000 Personen.